# Albert Roche (homme politique)
Pour les articles homonymes, voir Albert Roche et Roche (homonymie).
Albert Roche est un homme politique français né le 14 août 1876 à Génis (Dordogne) et décédé le 19 mai 1939 à Excideuil (Dordogne).

## Biographie
Professeur d'agriculture, il est maire de Génis et conseiller général. Il est député de la Dordogne de 1934 à 1936.

## Sources
- « Albert Roche (homme politique) », dans le Dictionnaire des parlementaires français (1889-1940), sous la direction de Jean Jolly, PUF, 1960 [détail de l’édition]